# Jörg Spengler
Jörg Spengler, född den 23 december 1938 i Remscheid och död 26 november 2013 i Nürnberg, var en västtysk seglare.
Han tog OS-brons i tornado i samband med de olympiska seglingstävlingarna 1976 i Montréal.